# 신난다
《신난다》는 2020년 8월 1일에 발매한 대한민국의 혼성 그룹 싹쓰리의 멤버 비룡의 노래이다. 마마무가 피처링하였다.

## 차트

### 주간 차트
| 차트 (2020)                   | 최고 순위 |
| ----------------------------- | --------- |
| 대한민국 (가온 디지털 차트)   | 10        |
| 대한민국 (가온 다운로드 차트) | 3         |
| 대한민국 (가온 스트리밍 차트) | 6         |

## 같이 보기
- 싹쓰리
- 비 (가수)
- 놀면 뭐하니?